# Cystodium
Cystodium, monotipski rod papratnica iz Malezije smješten u vlastitu porodicu Cystodiaceae
Postoje dvije podvrste, jedna na Solomonskim otocima, druga na Borneu, Celebesu, Molucima, Novoj Gvineji i Bismarckovom otočju

## Podvrste
- Cystodium sorbifolium subsp. sorbifolium
- Cystodium sorbifolium subsp. solomonense J.R.Croft

## Sinonimi
- Cystodiopteris Rauschert